# Carevo Selo
Carevo Selo is een plaats in de gemeente Barilović in de Kroatische provincie Karlovac. De plaats telt 42 inwoners (2001).